# Zeus di Otricoli
Il busto noto come Giove di Otricoli o Zeus di Otricoli è una scultura rinvenuta ad Otricoli nel 1775, durante una campagna di scavi finanziata da Papa Pio VI. Attualmente si trova nella Sala Rotonda dei Musei Vaticani (Museo Pio-Clementino).
Il busto si ritiene sia una copia romana di un originale ellenistico. Mentre taluni ipotizzano che l'opera sia una copia di una statua di Fidia presente ad Olimpia, riproduzioni della stessa su monete sembrano suggerire altro, considerando il busto una produzione di alcuni secoli posteriore.
Lo Zeus di Otricoli è stato riprodotto, per la raffigurazione di Dio Padre, dallo scultore barocco Stephan Schwaner, che realizzò delle statue per la chiesa della Santa Trinità di Varsavia. La figura di Dio Padre è attualmente visibile presso il Palazzo di Wilanów di Varsavia.